# Церква Преображення Господнього (Залужжя, ПЦУ)
Церква Преображення Господнього, чи Спасо-Преображенська церква — культова споруда, мурована церква в селі Залужжя (тепер Збаразький район, Тернопільщина).
Оголошена пам'яткою архітектури місцевого значення.

## Історія
Церква оборонного типу, побудована в 1600 році на місці більш раннього, який нині не існуює, оборонного монастиря 13 століття, який у 1474 році зруйнували кримські татари. Фундатором церкви був брацлавський воєвода князь Іван Збаразький.
За переказами влітку 1649 року церква під час облоги Збаража відвідав Богдан Хмельницький, який подарував кілька ікон.

## Архітектура
Належить до тридільних безбанних церков, поширених на Поділлі з XIV сторіччя. 
На білокам'яній плиті, вмурованій над одвірками південного фасаду, зберігся напис.